# Canal de San Jorge
El canal de San Jorge (St George's Channel en inglés; Sianel San Siôr en galés; Muir Bhreatan en irlandés) es un canal marino que separa Gales e Irlanda, conectando el mar de Irlanda con el mar Céltico (uno de los brazos del océano Atlántico Norte). Tiene 160 km de longitud y entre 80 y 145 km de anchura. Este canal es de aguas poco profundas, aunque al final de la última glaciación, se vio inundado por los cambios de nivel de las aguas marinas.

## Geografía
Históricamente, el nombre comprendía todas las aguas entre Irlanda, en el oeste, y el país de Gales y West Country, en el este y por ello se consideraba que el canal de Brístol se abría al canal de San Jorge (Lands End era donde se encontraban el canal de San Jorge y el canal Inglés o canal de la Mancha). El nombre ahora, generalmente, sólo se aplica a las aguas cerca de la parte más angosta del canal, entre punta Carnsore, en el condado irlandés de Wexford, y St David's Head, en el condado galés de Pembrokeshire. La parte norte del antiguo canal es ahora simplemente conocida como mar de Irlanda Meridional, y la parte sur se considera parte del mar Céltico. 
Las costas del canal de San Jorge pertenecen a la costa del norte de Cornualles y norte de Devon, en West Country; Pembrokeshire y la bahía de Cardigan, en Gales; y los condados de Wexford y Cork, en el sur de Irlanda.

## Especies marinas
Las aguas del canal de San Jorge son visitadas habitualmente por especies marinas como el tiburón peregrino costa, el delfín, la marsopa, la foca gris del Atlántico, la tortuga y la langostas, atraídas por las aguas limpias y claras y el buen suministro de comida de las costas. North Cornwall, en torno a Porthcurno y St Ives, es famoso por la observación regular de tiburones peregrinos, mientras que Pembrokeshire y la bahía de Cardigan son reconocidos internacionalmente como un paraíso para los delfines de nariz de botella.

## Historia
El nombre del canal proviene de la leyenda del siglo XIV según la cual San Jorge viajó desde Turquía hasta Inglaterra. La leyenda dice que llegó a la mayor de las islas británicas por el canal que lleva su nombre.

## Delimitación
La máxima autoridad internacional en materia de delimitación de mares, la Organización Hidrográfica Internacional («International Hydrographic Organization, IHO), considera el canal de San Jorge como un mar, parte del «mar de Irlanda y canal de San Jorge» («Irish Sea and St. George Channel») al que, en su publicación de referencia mundial, «Limits of oceans and seas» (Límites de océanos y mares, 3ª edición de 1953), le asigna el número de identificación 19 y lo define de la forma siguiente:

En el Norte. 
 El límite meridional del mar de Escocia (18) [Una línea que une el extremo Sur de Mull de Galloway (54º38'N) en Escocia y punta Ballyquintin (54º20'N), en Irlanda.] 
 En el Sur.  
 Una línea que une St. David Head (51º54'N, 5º19'W) con punta Carnsore (52º10'N, 6º22'W).
Limits of oceans and seas, pág. 12 y 13 y corrección de errores en pág. 39.